# Eric Robert Russell Linklater
Eric Robert Russell Linklater (Penarth, 8 marzo 1899 – Aberdeen, 7 novembre 1974) è stato uno scrittore britannico.
Autore di romanzi, racconti, libri d'argomento militare e di viaggio, è ricordato soprattutto per il romanzo fantasy per ragazzi Il vento sulla luna, edito in Italia da Bompiani nel 1949.

## Biografia
Figlio di Robert Baikie Linklater e di Mary Elizabeth Young, nacque in Galles, ma crebbe e si formò ad Aberdeen dove intraprese gli studi di medicina, poi interrotti. Combatté nella prima guerra mondiale, nel corso della quale fu ferito da un proiettile.
Trascorsi alcuni anni nelle Isole Orcadi (delle quali il padre era originario e nelle quali si identificava profondamente), nel 1925 si trasferì in India, a Bombay, per lavorare come vice caporedattore del The Times of India.
Dopo alcuni viaggi, nel 1928 ritornò ad Aberdeen per diventare assistente di un professore di letteratura inglese.
Nel 1929 iniziò la sua carriera di scrittore con vari successi editoriali, soprattutto per i lavori più giovanili.
Scrisse 23 romanzi, 3 libri di storia, 2 raccolte di poesie, 10 lavori teatrali, 3 biografie, altri 23 libri di argomento diverso, nonché 3 libri per ragazzi.
Nel 1933 sposò l'attrice scozzese Marjorie MacIntyre, dalla quale ebbe quattro figli (Magnus, Andro, Alison e Kristin), e si candidò con il Partito Nazionale Scozzese, ma con scarso esito.
Negli anni 1944-1945 partecipò come militare alla Campagna d'Italia della Seconda Guerra Mondiale: l'esperienza è riflessa nel romanzo del 1946 Private Angelo (Angelo buon diavolo nella traduzione italiana), storia di un equivoco soldato italiano.
Dal 1945 al 1948 fu rettore dell'Università di Aberdeen.
Morì ad Aberdeen nel 1974. È sepolto a Mainland, nelle Isole Orcadi.
Suo nipote, figlio di Kristin, è il noto attore Hamish Linklater.

## Opere
Romanzi e racconti
- White Maa's Saga (1929)
- Poet's Pub (1929)
- Juan in America (1931)
- The Men of Ness (1932)
- The Crusader's Key (1933)
- Magnus Merriman (1934)
- Ripeness is All (1935)
- The Impregnable Women (1938)
- Judas (1939)
- Private Angelo (1946)
- Sealskin Trousers and Other Stories (1947)
- A Spell for Old Bones (1949)
- Mr Byculla (1950)
- A Sociable Plover and other Stories and Conceits - (1957)
- The House of Gair (1953)
- The Dark of Summer (1956)
- Juan in China
- A Man Over Forty (1963)
- A Terrible Freedom (1966)
- The Faithful Ally (1956)
- The Goose Girl and Other Stories

Romanzi per ragazzi
- The Wind on the Moon (1944)
- The Pirates in the Deep Green Sea (1949)
- Karina With Love (1958)

Altro
- The Devil's in the News (teatro, 1929)
- A Dragon Laughed & other poems (1930)
- Ben Jonson and King James: Biography and Portrait (1931)
- Ripeness is All (1935)
- The Man on My Back (1941) autobiography
- The Northern Garrisons (1941)
- Laxdale Hall (1951) - soggetto del film Laxdale Hall, regia di John Eldridge (1953)[1]
- Figures in a Landscape (1952)
- A Year of Space (1953)
- The Ultimate Viking (1955)
- The Merry Muse (1959)
- Orkney and Shetland (1965)
- The Prince in the Heather (1965)
- The Conquest of England (1966)
- The Survival of Scotland (1968)
- Fanfare for a Tin Hat. A Third Essay in Autobiography (1970)
- The Voyage of the Challenger (1972)
- The Campaign in Italy
- The Highland Division

### Traduzioni in lingua italiana
- La maturità è tutto, 1935
- Angelo buon diavolo, Mondadori 1947
- Il vento sulla luna, Bompiani, collana La zebra, 1949
- Fanfara per un elmetto, 1970

## Riconoscimenti
Carnegie Medal assegnata dalla Library Association per il miglior libro per ragazzi del 1944 per Il vento sulla luna.